# 湯姆歷險記 (動畫)
《湯姆歷險記》是日本動畫公司製作的世界名作劇場系列第6部動畫作品。自1980年1月6日播至同年12月28日，全49集。原作為美國作家馬克·吐溫的作品《湯姆·索亚歷險記》（The Adventures of Tom Sawyer）。台灣在1981年於中視首播；中國大陸在1998年於CCTV-1播出。

## 故事
19世紀中葉，在美利堅合眾國的密蘇里州聖彼得斯堡（St. Petersburg，為故事中虛構的城市）。住著一位叫湯姆‧索亚的少年。
父母很早就過世的湯姆和席德被波麗阿姨收養，每天都和朋友到山林裡亂跑，對於調皮搗蛋的湯姆，波麗阿姨拿他很沒輒。在後來湯姆認識了許多的人，還有為了一些發生過的事情而被接受訪問，他就靠著那些經驗慢慢的成長，但是湯姆還是和以前一樣一邊學習一邊遊玩。

## 登場人物

### 主要人物
汤玛斯‧索亚
配音員：野澤雅子
主角，11歲。通稱：湯姆。父母很早就過世了，他與席德被波麗阿姨領養，像自己親生兒子一樣培育著他。他有著調皮又有活力的個性，喜歡惡作劇但很討厭學習。他希望學校關門，這樣的話就不需要回去了。他總是讓波麗與美雅麗感到很頭痛的孩子，不過在學校裡他是個非常受歡迎的少年。
非常純情，曾跟班上的女同學艾美交往過，貝琪搬到村子裡的當天，又對貝琪一見鍾情，並認定她是自己未來的新娘人選。
每次他上學遲到時，總是會挨多賓斯老師的鞭子，不過故事進入尾聲時，他卻挨頂替多賓斯老師的羅斯老師的鞭子。
哈克貝里‧芬
配音員：青木和代
湯姆的好朋友。通稱：哈克。在聖彼得斯堡的村子裡的森林露宿的少年，母親很早就過世了，但是又被愛喝酒的父親拋棄了。在森林裡的樹上蓋個簡單的小房子，在那裡生活著。沒有去學校。街坊的大人都叫他「無家可歸的哈克」，不過他很很受孩子們的歡迎。他自己很喜歡母親，很討厭父親，在他與父親2人一起生活的時候相比，他比較喜歡現在的生活，不過在故事進入尾聲時有了意外的轉機來臨。成為道格拉斯夫人的養子並到學校去學習，但不會算數，想離開時挨了羅斯老師的鞭子。
丽貝卡‧撒切尔
配音員：潘惠子
湯姆的女朋友。通稱：贝琪。是個小淑女般的女主角，與家人一起搬到聖彼得斯堡的村子時，湯姆是她最初的朋友，同時雙方互相喜歡對方。不過她也有忌妒人的一面，湯姆在跟她訂婚時，不小心把以前與班上同學艾美訂過婚一事講出來，讓她非常生氣，長時間與湯姆絕交。
也造成因失戀而打擊太大的湯姆，用玩海盜遊戲的名義離家出走的契機。後來因為不小心撕破多賓斯老師的書而差點被處罰，但湯姆替她頂罪才得以倖免，又再次與湯姆合好。未來想當女演員，有懼高症。她父親是地方法官。

### 湯姆的家人
席德尼‧索亚
配音員：白川澄子
湯姆的弟弟，8歲。通稱：席德。有著與湯姆相反的優等生的個性，是個很用功的少年。但是他做事的態度與年齡不太相符，做事情非常高明。前留黑頭髮，後面剃光，還有帶著眼鏡。
波丽姨妈
配音員：遠藤晴；臺灣配音：馮美麗（中都卡通台、齊威國際DVD）
湯姆母親的姊姊，是湯姆與席德的阿姨。在妹妹去世後，她養育著他們兩個。但是愛惡作劇的湯姆，老是讓她成為最大的受害著，對湯姆的調皮搗蛋她感到非常的頭痛。
美雅丽
配音員：小澤薰
波麗的女兒，湯姆與席德的表姊。通稱：玛丽。湯姆和席德都稱呼她姐姐，确实是像姊弟一樣的關係。她有著很溫和的性格，以当護士為她的目標。她似乎是当地最漂亮的女生。
吉姆‧霍利斯
配音員：西川幾雄
在波麗家工作的黑人奴隸青年，是個對人很親近的傭人。波麗對他非常親切，並不會強迫給他做過量的工作，和湯姆的關係很好，稱湯姆為「少爺」。
在原作中他其實與湯姆的年紀相仿，而且波麗對他非常壞，不做事就被波麗用拖鞋打。動畫裡他則是個20歲左右的年輕人，有個发小叫「莫里斯」，與原作中他的遭遇相差很大。順便一提，他也是續集《哈克贝里·芬历险记》裡的那個吉姆。在原作中「吉姆‧霍利斯」是另一個與湯姆年紀相仿的白人少年，但動畫裡的「吉姆‧霍利斯」指的是他。

### 哈克的家人与熟人
芬
配音員：上田敏也
哈克的父親，完全不打算去工作，在喝著酒後對哈克施以暴力。做著偷竊和說謊的事情，是誰也不會想要的父親，哈克看見他就逃跑了。
山姆
配音員：田中康郎
時常在船停迫處買賣東西的老爺爺。在販售以外一般認為沒有人會想聽的恐怖的話，但是湯姆和哈克卻跑去聽了。
道格拉斯夫人
配音員：公家敬子
迎接哈克做為養子的有錢夫人，待人亲切。她家裡有好幾位可以使喚的佣人。對於喜歡嚮往自由生活的哈克來說，在道格拉斯家的生活是很難忍受的。

### 贝琪的家人、親戚与鄰居
愛德華‧柴契爾
配音員：村越伊智郎
贝琪的父親，在成為聖彼得斯堡的村子裡的法院的法官時，他帶著家裡的所有人來到了這裡。
瑪格麗特‧柴契爾
配音員：中谷有美
贝琪的母親，在聖路易斯時是個料理老師，在料理方面是非常能得心應手的專家。
其名字與真實存在的人物，英國首相柴契爾夫人，同名同姓。
柴契爾
配音員：政宗一成）
傑夫的父親，愛德華‧柴契爾的弟弟。名字不詳。
傑夫‧柴契爾
配音員：中谷有美
湯姆的同學。贝琪的堂哥。與湯姆他們玩生存遊戲時大不相同，是個很用功的知識分子，還是有著優等生風格的少年。與湯姆就是個性合不來，不過他協助了湯姆揭發多賓斯老師戴假髮的事情。
凱特夫人
配音員：中村紀子子
贝琪母親的阿姨，贝琪的姨婆。是個和藹可親的富家太太，經常做著慈善事業，打算領養把被父親拋棄的哈克當成他的養子，然而卻被哈克拒絕了。
瑪姬
配音員：北川智繪
贝琪家的女傭，是個溫柔的黑人阿姨。哈克來贝琪家偷拿牛奶的時候，她並沒有責備他，反而幫助他。
華生
住在贝琪家隔壁的鄰居，本來贝琪想登門拜訪去感謝他的太太送花給他們，但是後來瑪姬直接去拜訪了。
華生夫人
華生的妻子，由於贝琪的家人從聖路易斯搬到聖彼得斯堡他們家旁邊，為了希望能成為好鄰居，所以特地送花給柴契爾一家。

### 班的一家
班傑明‧羅傑斯
配音員：東美江→峰敦子
湯姆的朋友之一，家裡經營著雜貨店。通稱：班。與湯姆的關係很好，也有很湯姆一起去冒險的事情，想要成為海盜而去傑克森島度過4天。因為太胖了所以變成了個很不會游泳的少年。
約翰‧羅傑斯
配音員：池田勝→緒方賢一
班的父親，經營著雜貨店。對班稍微嚴厲了些，不過他卻很怕印第安·喬。

### 阿爾弗雷德一家
阿爾弗雷德‧譚普爾
配音員：菅谷政子
湯姆的同學。通稱：艾法瑞。從聖路易斯轉學到聖彼得斯堡的有錢少爺。父親在木材行擔任主任技師而努力工作者，與他一起來到聖彼得斯堡，跟湯姆起過爭執甚至決鬥。與傑夫類似的知識分子，讓湯姆不是很喜歡。一開始不會游泳，是個旱鴨子，後訓練游泳強到勝過湯姆，學過拳擊，後協助了湯姆揭發多賓斯老師戴假髮的事情。
麥可‧譚普爾
配音員：綠川稔
艾法瑞的父親。在木材行擔任主任技師而努力工作者，是個有錢有看起來很親切的父親。
華特
配音員：龍田直樹
艾法瑞家的傭人。在艾法瑞與湯姆決鬥時，他是擔任見證人的職務。

### 學校的其他同學
約瑟夫‧哈伯
配音員：井上和彥
湯姆的朋友之一。通稱：喬。與湯姆時常玩在一起，看起來是很少改變的人。
艾美‧劳倫斯
配音員：黑須薰→高木早苗DVD）
湯姆的同學。在贝琪搬到村子裡之前是湯姆的女朋友。家裡開麵包店，做事非常高雅。湯姆衝著〔艾美跟麵包兩者他都喜歡〕這個理由而跟她交往過。在湯姆與贝琪訂婚以後，湯姆幾乎沒有再去找她了。
比利‧費雪
配音員：龍田直樹→西川幾雄
湯姆的同學。在和湯姆玩羅賓漢遊戲時，他僅次於湯姆的第2成員的地位，從來不會背叛湯姆。有次想要在夜晚去偷搭開來聖彼得斯堡的船時，被他母親發現抓了回去。
葛瑞絲‧米勒
湯姆的同學。在學校她坐在贝琪的後面，有一次她告訴贝琪，總有一天她一定要知道多賓斯老師的抽屜裡放的到底是什麼書，結果這個舉動讓贝琪有了想看多賓斯老師書的好奇心。
強尼‧米勒
湯姆的同學。在玩羅賓漢遊戲時，提醒扮演「吉斯朋的蓋伊」的喬說，這個角色最後是被羅賓漢殺死的。
查理‧唐納休
配音員：松岡洋子
湯姆的同學。是個非常陰險的人，故意在湯姆的教科書上滴上墨水，並在湯姆的青蛙天才嘴裡放入小石頭，不過他協助了湯姆揭發多賓斯老師戴假髮的事情。他的姓氏是由多賓斯老師於課堂上說出才得知的。

### 學校的教職人员
多賓斯老師
配音員：永井一郎
湯姆班級的任課老師。想要成為醫生，所以一邊做著教師的工作，一邊學習關於成為醫生要考的東西，但是湯姆知道他要成為醫生似乎不太可能。然而他最大的秘密就是他是個禿頭，還有戴著假髮的事情。這個秘密誰也不知道，然而在湯姆看見之後，讓學校的同學都知道這件事情了。
之後因為被全班同學發現他戴假髮的事情，憤而辭去教職。
娜塔莉‧羅斯
配音員：江川菜子
在最後一集之最終片段頂替多賓斯在湯姆的班上授課的女老師。乍看之下是位很溫柔的老師，其实是能给予湯姆和哈克鞭子對待的嚴厲老師。
史蒂文生校長
配音員：綠川稔
聖彼得斯堡的學校校長。看起來好像是個很有理解能力的校長。

### 聖彼得斯堡村子裡的人們

#### 村子裡的醫生
米契爾醫生
配音員：二見忠夫
聖彼得斯堡的村子裡的醫生。喜愛喝酒因此給人不太好的評價，因此大家對於村子裡新來的年輕醫生魯賓遜比較有本事，結果病患幾乎都不再來了，但是波麗卻是非常信賴著他。
他打算要玛麗來做他醫院的護士，從波麗口中得知他還有妻子，不過他妻子卻沒有出現過。
魯賓遜醫生
配音員：筈見順
來到聖彼得斯堡的新的年輕醫生。只因為認定他很有本事，所以村裡的人都來到他的診所看病，結果使的米契爾醫生的診所變得門可羅雀。
有一天他和印第安·喬，還有莫夫到墓地去挖（霍斯‧威廉斯）的屍體，結果與莫夫起了爭執，隨後慘遭印第安·喬殺害。

#### 來村子裡賣藥的人物
賣藥人
配音員：加藤修
來聖彼得斯堡的村子裡賣長生不死藥的人，不過實際上根本不可能有這種藥，因此被覺得是在賣騙人的藥的販賣者。
約翰
配音員：矢田稔
跟賣藥人一起來的老人。說他喝了長生不死藥而活了120歲，並且還很有精神跳起舞來，不過看起來似乎只有這年齡的一半左右吧！
海爾曼博士
聽賣藥人說是製作長生不死藥的博士，不過到底是不是真有這麼一回事。

#### 來村子公演的戴維特劇團
戴維特‧嘉利克
配音員：雨森雅司
戴維特劇團中的團長。他本人說戴維特劇團是全世界最有名的劇團，但是還是有人逃走，定且還有反目成仇的人。但是劇團的整體來說算是相當好的。
麗賽特‧尚
配音員：三輪勝惠
戴維特劇團中的有名童星。通稱：莉莎。住在紐奧良附近，她好像是被狠心的父親給賣給戴維特劇團。在她扮演著悲劇的女主角的角色時，一夕之間她成為聖彼得斯堡孩子們的偶像，並且與有相似身世背景的哈克互相喜歡。
山繆爾‧基恩
配音員：石森達幸
戴維特劇團中演反串角色的演員。演反串或許會比較有男子氣概。
愛德蒙‧達爾
配音員：水島裕
戴維特劇團中的閃亮巨星。與山繆爾的相處的關係很不好。最後在聖彼得斯堡公演的途中與羅薩琳一起逃走了。
羅薩琳‧羅素
配音員：松金米子
戴維特劇團中的女主角。可是最後她與愛德蒙一起逃走了。
羅許福爾
當戴維特劇團搭船來到聖彼得斯堡的時候，由山繆爾飾演羅許福爾這個角色。

#### 河皇后號船上的人物
布里克
配音員：飯塚昭三
往返密西西比河的河皇后號上的航海士，很辛勤的工作著。對於實習的麥克非常嚴厲，他也有很和善的一面。
麥克
配音員：鹽屋翼
3年前到聖彼得斯堡的村子外的船上去做實習工作的少年。3年前還被稱呼為怕癢的他，現在已經是個能夠獨當一面的實習生了，與湯姆相識。

#### 警界與軍事相關的人物
柯林斯
配音員：鈴木泰明
聖彼得斯堡的村子裡的保安官。因為他在聖彼得斯堡這個村仔裡做保安官的時候，照顧的很周到，深受村人的信賴。
派特‧傑佛瑞
配音員：古川登志夫
聖彼得斯堡的村子裡的保安官，他是柯林斯的部下。
平克頓
配音員：辻村真人
為了找出逃走的印第安·喬，柯林斯保安官從遙遠的聖路易斯僱來的偵探。事實上他是位鱉腳偵探，來到聖彼得斯堡的村子之後過了四天，他就被開除了。
亞瑟‧歐康納
配音員：森功至
從芝加哥乘著熱氣球來的美國陸軍雇用的青年技師。在與湯姆和哈克認識之後，得知湯姆知道發明「熱氣球」的是孟格菲兄弟非常驚訝，之後在與玛麗認識後，很快的與她變成情人。
龐德上校
美國陸軍兵器研究所的上校，亞瑟的上司。聽說亞瑟乘著熱氣球飛到聖彼得斯堡，軍隊連忙趕來回收熱氣球。
馬斯特生博士
配音員：大矢兼臣
美國陸軍兵器研究所的博士，開發熱氣球的人。雖然自己開發了熱氣球，但是自己做的熱氣球因為生命可貴而無人敢乘坐，是個見風轉舵的博士。

### 住在阿肯色州的人們
莎莉‧賽拉斯
配音員：川路夏子
波麗的表姊。在阿肯色州的皮克斯維爾經營者農場。是個非常親切的阿姨，在原作中她叫莎莉‧菲爾普斯。
賽拉斯
配音員：矢田稔
莎莉的丈夫在皮克斯維爾的赫爾卑斯農場經營者。可是有一半以上的牛隻死亡，面臨破產的地步，所以請求波麗的幫忙。名字不詳，可是在原作裡「賽拉斯」是他的名字，並姓菲爾普斯。
班妮‧賽拉斯
配音員：松尾佳子
莎莉的女兒。與玛麗是表姊妹關係。她詢問玛麗為何沒有到農場來，她與玛麗是關係要好的姐妹。然而她與恬靜少話的玛麗大不相同，她是個很活潑的那種類型的，在赫爾卑斯農場對於淘氣的湯姆和哈克來說是個好姊姊，最後放走了哥哥和爸爸補捉到的名為閃電的白色野馬，因為認為他不是那種“用來給人代步的馬”。
奧斯卡‧賽拉斯
配音員：鹽澤兼人
莎莉的兒子，班妮的哥哥。是位很會拋繩子的專家。
山姆
配音員：島田敏
赫爾卑斯農場僱用的幫手，是個黑人。他把馬牽出來讓席德騎（實際上是哈克），不過哈克拒絕騎馬，湯姆就想為他示範，結果沒有踩穩就從馬背上摔下來，幸好他沒事，不然山姆他可能會被主人挨罵。
丹
配音員：戶谷公次
赫爾卑斯農場僱用的幫手。是來看守白馬閃電的人之一。
霍克
配音員：田中康郎
赫爾卑斯農場僱用的幫手。是來看守白馬閃電的人之一。
酋長
配音員：二又一成
住在阿肯色州的皮克斯維爾附近的印第安人們中的酋長。這附近的印第安人和白人並沒有發生過地盤爭執，反而是關係很好的生活著。不過在賽拉斯叔叔抓到閃電後，一直不肯把白馬閃電讓給他們，結果使這位酋長發火了。

### 其他人物
高登威爾
來教會做禮拜的先生，他很親切的對教會的牧師先生打招呼。
牧師
配音員：村松康雄
住在聖彼得斯堡村裡的牧師。湯姆、哈克和班他們有一天離家出走，結果一直沒有消息，村子裡的人以為他們死了，就請他為他們三人舉行葬禮的儀式，才進行到一半，沒想到湯姆、哈克和班就在葬禮中出現，讓大家嚇一跳。
布萊克史東
在第9話湯姆對贝琪說他要與波麗阿姨一起到他家的農場去幫忙（實際上湯姆對贝琪說了謊，湯姆其實要去找哈克玩）。不過波麗實際上有沒有去農場，就不清楚了。
比爾‧透納
一年前在密西西比河上淹死的人。
伍德里
打算搭夜晚的船到對岸去的男子。
葛雷果里
1個老爺爺，據某位黑人聽他哥哥說，他是個聽說快200歲的人，不久前過世了。
亨德瑞克
配音員：笹岡繁藏
向來村裡的賣藥人買長生不死藥的村人，他說他老婆生病了，想要買一瓶回去給他老婆喝，讓她快點好起來。
凱利
在暑假期間，有個劇團將要來聖彼得斯堡的村子來公演，他被託付在村子裡佈置場地。
佛格森
佛格森牧場的主人。湯姆為了讓哈克看戲，曾答應波麗姨妈的要求：到他那裡幫忙做搬運家具的工作。他與吉姆就一同前往。
佛格森夫人
佛格森的妻子。在湯姆工作結束後，要返回村子時，對湯姆說有機會再來玩喔！是個很親切的阿姨。
史密斯
約翰要班看家，而準備要去送貨給他的先生，他有可能是在第21話出現的「鐵匠」，在古文裡「Smith」(史密斯)，本身就有「工人」的意思。
席勒夫人
配音員：川島千代子
住在聖彼得斯堡愛長舌的伯母。偷聽到湯姆他們發現沙金的話，在自己也打算要去尋找黃金的時候，不巧被印第安·喬撞見，然後村子裡很快就知道有沙金這樣消息，大家前撲後繼的去河邊淘金，眾人最後總共卻只淘到價值約10美金的沙金。
於第26話就已經在約翰的雜貨店登場了，不過到了第32話與她先生一起出現才被顯示於片尾上。
席勒
配音員：佐藤正治
席勒夫人的丈夫，跟隨著妻子前來淘金。
山姆
配音員：千葉繁
到米契爾醫生的診所看病的村人，到底生了什麼病他自己也說不上來。不久他的妻子急急忙忙的趕過來說河裡有黃金，要他別看病趕快去淘金。
莫里斯
配音員：木原正二郎
吉姆的发小(從小一起長大的同伴)，男性黑人。原本在哈多伊爾德上校的農場工作者，由於他沒有理由無情的被鐵鏈子鞭打，讓他想說如果再繼續在這裡工作的話，說不定有一天自己會被殺掉，所以他就開始逃跑了。他被槍擊中手腕時，受到吉姆、還有湯姆的協助，想辦法幫他潛逃到伊利諾州外的凱雅洛城鎮去。
柯蒂斯
海特伊德上校的手下看管黑人的監督，聽莫里斯的描述，他非常的討厭他，時常拿鐵鍊子鞭打莫里斯，這就是莫里斯受不了而逃跑的理由了。
印第安·喬
配音員：蟹江榮司→內海賢二
住在聖彼得斯堡村中，來歷不明的大塊頭男人。據傳是白人與印第安人的私生子，全身散發令人害怕的詭異氣息，再加上那陰森的面容，導致沒人敢接近他，有殺人前科。
在盜墓時殺了魯賓遜醫生後，嫁禍給莫夫，卻在行兇時不巧被湯姆和哈克撞見，之後於法庭上被湯姆當場指認，於是立刻破窗而逃，離開村子，警方為追捕他，到處張貼告示，懸賞100美金，不久後，他又喬裝打扮（裝上大鬍子），偷溜回來，和同伙基爾在鬼屋時，碰巧被湯姆和哈克發現其行蹤，讓湯姆陷入恐怖的陰影中。
似乎和湯姆十分有緣，湯姆搭船去阿肯色州時也遇到他。在麥克道格爾的洞穴中，遇到迷路的湯姆與贝琪，然後被警長持槍追殺，最後摔落懸崖，被警長宣布已死亡。
吉爾
配音員：兼本新吾
印第安·喬的手下，因為印第安·喬引發一起殺人事件，而幫助他逃走的壞人。後來一起在鬼屋裡發現墨雷爾集團長起來的黃金，不知何時起了內鬨，最後慘遭印第安·喬殺害，屍體被哈克發現。
莫夫‧波特
配音員：峰惠研
住在聖彼得斯堡的村子裡喜愛喝酒的叔叔，因為總是喜歡喝酒結果被村子裡的人們討厭。聽說他爺爺曾經是波萊克船長的手下，只有他一個人，沒有被逮捕，有到埋藏寶藏的地點，只不過愛喝酒的他把埋藏寶物的地點給忘了。
個性很溫和，與湯姆和哈克關係良好。後來與印第安·喬、魯賓遜醫生一起到墓地去挖屍體（供醫生解剖研究），但是因受不了沒酒喝，遂與醫生起爭執，被醫生打暈，之後印第安·喬拿莫夫的刀殺了醫生，並嫁禍給他，讓莫夫相信魯賓遜醫生是被喝醉的自己殺死的，直到湯姆在法庭上說出真相，殺死魯賓遜醫生的真正兇手是印第安·喬，洗刷莫夫殺人的嫌疑。
荷斯‧威廉斯
在聖彼得斯堡村裡是個已死去的人，死时不到40歲。魯賓遜醫生帶領印第安·喬與莫夫來到墓地想挖出他的屍體。在挖出其棺木後，魯賓遜醫生和莫夫還有印第安·喬因錢談不攏，印第安·喬殺了魯賓遜醫生後，醫生倒在他的棺木旁。他的樣子沒有出現過。
傑克森
魯賓遜醫生指出一個月前，他從山下摔下來受了重傷，懷疑是印地安·喬所為。
麥考米克
配音員：二又一成
第一位發現魯賓遜醫生被殺害的人。他以嚇的半死的速度跑到柯林斯所在的警局報案，說有人在墓地被殺了。
羅素
配音員：佐藤正治
在莫夫被審判的法庭上對檢察官證明在案發現場的刀子就是莫夫‧波特所有，他說莫夫曾經向他炫耀那把刀子。
費雪律師
配音員：綠川稔
魯賓遜醫生被殺害之後，他是替莫夫辯護的律師。多虧了湯姆的證言，結果讓莫夫無罪釋放，但是如果湯姆不作證的話，他會如何為莫夫辯護呢？
他雖然是姓「費雪」，但是他有可能就是比利的父親。
泰德
配音員：二又一成
暑假最後的露營中領導的人之一。會演奏小提琴的人。
鮑伯
配音員：島田敏
暑假最後的露營中領導的人之一。會演奏口琴的人。
安妮
配音員：尾崎桂子
暑假最後的露營中領導的人之一。會演奏小提琴的人。

## 主題歌、插入歌
- 片頭曲『走得比誰都還要遠』(誰よりも遠くへ)(第1話~第49話)
  - 作詞：山川啟介、歌：日下麻呂、作曲：服部克久、編曲：服部克久
- 片尾曲『我的密西西比』(ぼくのミシシッピー)(第1話~第49話)
  - 作詞：山川啟介、歌：日下麻呂、作曲：服部克久、編曲：服部克久
- 插入歌1『戀愛中的佩琪』
  - 作詞：田中信、歌：潘惠子、作曲：服部克久、編曲：服部克久
- 插入歌2『走吧！兄弟』
  - 作詞：山川啟介、歌：日下麻呂、作曲：服部克久、編曲：服部克久
- 插入歌3『無所事事的人，哈克』
  - 作詞：田中信、歌：日下麻呂、Slapstick、作曲：服部克久、編曲：服部克久
- 插入歌4『地獄的喬』
  - 作詞：御所真人、歌：若子內悅郎、作曲：服部克久、編曲：服部克久

## 標題播映表
| 話數 | 日文標題                 | 中文標題(CTV) | 中文標題(DVD)          | 播映日        | 腳本             | 分鏡     | 演出   | 作畫監督                     |
| ---- | ------------------------ | ------------- | ---------------------- | ------------- | ---------------- | -------- | ------ | ---------------------------- |
| 1    |                          | 捉野豬記      | 湯姆、哈克與野豬的騷動 | 1980年 1月6日 | 加藤盟           | 竹田野蒜 | 齊藤博 | 小佐古吉重                   |
| 2    |                          | 快樂的油漆匠  | 有趣的擦油漆           | 1月13日       | 清瀬武           | 竹田野蒜 | 齊藤博 | 小佐古吉重、關修一、後上義隆 |
| 3    |                          | 湯姆一見鍾情  | 湯姆的一見鍾情         | 1月20日       | 神山征二郎       | 竹田野蒜 | 齊藤博 | 小佐古吉重                   |
| 4    | サムじいさんのおまじない |               | 山姆爺爺的魔咒         | 1月27日       | 神山征二郎       | 竹田野蒜 | 齊藤博 | 小佐古吉重                   |
| 5    | 恋は異なもの味なもの     |               | 戀愛的奇妙滋味         | 2月3日        | 神山征二郎       | 腰繁男   | 齊藤博 | 高野登                       |
| 6    | ハックの家づくり         |               | 哈克蓋房子             | 2月10日       | 神山征二郎       | 竹田野蒜 | 齊藤博 | 小佐古吉重                   |
| 7    | ライバル登場             |               | 勁敵登場               | 2月17日       | 富田義朗         | 馬場健一 | 齊藤博 | 小佐古吉重                   |
| 8    | あこがれの蒸気船         |               | 憧憬的蒸氣船           | 2月24日       | 磯見忠彥         | 鈴木孝義 | 齊藤博 | 高野登                       |
| 9    | ポリーおばさんの子供たち |               | 波麗阿姨的孩子們       | 3月2日        | 宮崎晃           | 橫田和善 | 齊藤博 | 小佐古吉重、櫻井美知代       |
| 10   | 村の嫌われ者             |               | 村裡討厭的人           | 3月9日        | 宮崎晃           | 腰繁男   | 齊藤博 | 小佐古吉重、後上義隆         |
| 11   | 海賊の宝                 |               | 海盜的寶藏             | 3月16日       | 宮崎晃           | 馬場健一 | 齊藤博 | 小佐古吉重                   |
| 12   | ベッキー・サッチャー怒る |               | 佩琪‧柴契爾生氣了      | 3月23日       | 宮崎晃           | 鈴木孝義 | 齊藤博 | 高野登                       |
| 13   | 海賊になるんだ           |               | 當個海盜去             | 3月30日       | 宮崎晃           | 橫田和善 | 齊藤博 | 小佐古吉重                   |
| 14   | 海賊には学校はない       |               | 海盜不用去學校         | 4月6日        | 宮崎晃           | 腰繁男   | 齊藤博 | 櫻井美知代、後上義隆         |
| 15   | 冒険・冒険また冒険       |               | 冒險、冒險，再冒險     | 4月13日       | 宮崎晃           | 橫田和善 | 齊藤博 | 小佐古吉重                   |
| 16   | トム・ソーヤーの葬式     |               | 湯姆‧索耶的葬禮        | 4月20日       | 宮崎晃           | 馬場健一 | 齊藤博 | 高野登                       |
| 17   | 運の悪い日               |               | 運氣不好的日子         | 4月27日       | 宮崎晃           | 竹田野蒜 | 齊藤博 | 杉野昭夫                     |
| 18   | 痛い仲直り               |               | 辛苦的和好             | 5月4日        | 宮崎晃           | 鈴木孝義 | 齊藤博 | 小佐古吉重                   |
| 19   | 蛙の戦い                 |               | 青蛙的戰爭             | 5月11日       | 宮崎晃           | 橫田和善 | 齊藤博 | 櫻井美知代、後上義隆         |
| 20   | ドビンズ先生の秘密       |               | 多賓斯老師的秘密       | 5月18日       | 宮崎晃           | 腰繁男   | 齊藤博 | 小佐古吉重                   |
| 21   | 夏休みの始まり           |               | 暑假的開始             | 5月25日       | 宮崎晃           | 鈴木孝義 | 齊藤博 | 高野登                       |
| 22   | 病気にならない薬         |               | 不會生病的藥           | 6月1日        | 宮崎晃           | 竹田野蒜 | 齊藤博 | 後上義隆                     |
| 23   | ナマズ釣りの日           |               | 釣鯰魚的日子           | 6月15日       | 宮崎晃           | 橫田和善 | 齊藤博 | 小佐古吉重                   |
| 24   | ネクタイをしたハック     |               | 打領帶的哈克           | 6月22日       | 太田省吾、宮崎晃 | 腰繁男   | 齊藤博 | 小佐古吉重、櫻井美知代       |
| 25   | 意地っぱり野郎           |               | 意氣用事的笨蛋         | 6月29日       | 宮崎晃           | 竹田野蒜 | 齊藤博 | 高野登                       |
| 26   | 子役のリゼット           |               | 童星麗賽特             | 7月6日        | 太田省吾、宮崎晃 | 馬場健一 | 齊藤博 | 小佐古吉重                   |
| 27   | お芝居の始まるまで       |               | 在劇團開始前           | 7月20日       | 太田省吾、宮崎晃 | 鈴木孝義 | 齊藤博 | 櫻井美知代                   |
| 28   | リゼットを助けろ!        |               | 幫助麗賽特             | 7月27日       | 太田省吾、宮崎晃 | 橫田和善 | 齊藤博 | 小佐古吉重                   |
| 29   | 突然のさようなら         |               | 突然的再見             | 8月3日        | 太田省吾、宮崎晃 | 腰繁男   | 齊藤博 | 高野登                       |
| 30   | ハックの父親             |               | 哈克的父親             | 8月10日       | 宮崎晃           | 馬場健一 | 齊藤博 | 小佐古吉重                   |
| 31   | 数を数えろ               |               | 數數看                 | 8月17日       | 太田省吾、宮崎晃 | 鈴木孝義 | 齊藤博 | 櫻井美知代                   |
| 32   | 黄金を見つけた!          |               | 發現黃金！             | 8月24日       | 宮崎晃           | 腰繁男   | 齊藤博 | 小佐古吉重                   |
| 33   | 自由に向って逃げろ       |               | 向自由而逃跑           | 9月7日        | 太田省吾、宮崎晃 | 橫田和善 | 齊藤博 | 高野登                       |
| 34   | 天から降って来た男       |               | 從天而降的男人         | 9月14日       | 宮崎晃           | 竹田野蒜 | 齊藤博 | 小佐古吉重                   |
| 35   | 空を飛びたい             |               | 想在天空飛翔           | 9月21日       | 宮崎晃           | 鈴木孝義 | 齊藤博 | 後上義隆                     |
| 36   | 気球を直そう             |               | 修理熱氣球             | 9月28日       | 宮崎晃           | 橫田和善 | 齊藤博 | 小佐古吉重、櫻井美知代       |
| 37   | 空からの眺め             |               | 從空中眺望的景色       | 10月5日       | 宮崎晃           | 竹田野蒜 | 齊藤博 | 高野登                       |
| 38   | おそろしい出来事         |               | 可怕的事情             | 10月12日      | 宮崎晃           | 腰繁男   | 齊藤博 | 小佐古吉重                   |
| 39   | 良心の痛み               |               | 良心的傷痛             | 10月19日      | 宮崎晃           | 鈴木孝義 | 齊藤博 | 後上義隆                     |
| 40   | マフ・ポッターの裁判     |               | 莫夫‧波特的審判        | 10月26日      | 宮崎晃           | 橫田和善 | 齊藤博 | 小佐古吉重、櫻井美知代       |
| 41   | インジャン・ジョーの行方 |               | 印第安喬的行蹤         | 11月2日       | 宮崎晃           | 竹田野蒜 | 齊藤博 | 高野登                       |
| 42   | 楽しい船の旅             |               | 快樂的搭船旅遊         | 11月9日       | 宮崎晃           | 腰繁男   | 齊藤博 | 小佐古吉重                   |
| 43   | 白い馬を見た             |               | 看見白馬               | 11月16日      | 宮崎晃           | 鈴木孝義 | 齊藤博 | 後上義隆                     |
| 44   | 稲妻をつかまえろ         |               | 抓住閃電               | 11月23日      | 宮崎晃           | 橫田和善 | 齊藤博 | 小佐古吉重、櫻井美知代       |
| 45   | さらば白馬よ             |               | 再見了！白馬           | 11月30日      | 宮崎晃           | 竹田野蒜 | 齊藤博 | 高野登                       |
| 46   | 化物屋敷で               |               | 去鬼屋探險             | 12月7日       | 宮崎晃           | 橫田和善 | 齊藤博 | 小佐古吉重                   |
| 47   | マクドウガルの洞窟       |               | 麥克道格爾的洞穴       | 12月14日      | 宮崎晃           | 鈴木孝義 | 齊藤博 | 後上義隆                     |
| 48   | インジャン・ジョーの最後 |               | 印第安喬的最後         | 12月21日      | 宮崎晃           | 竹田野蒜 | 齊藤博 | 小佐古吉重                   |
| 49   | 格好の悪い終り方         |               | 不怎麼光彩的結束       | 12月28日      | 宮崎晃           | 竹田野蒜 | 齊藤博 | 小佐古吉重                   |

## 播放電視台

### 台灣
| 中視 週一至週四 18:00－18:30 | 中視 週一至週四 18:00－18:30               | 中視 週一至週四 18:00－18:30 |
| ---------------------------- | ------------------------------------------ | ---------------------------- |
|                              | 湯姆歷險記 （1981年4月8日至年7月16日）     |                              |
| 待查                         | 待查                                       |                              |
| 週一至週五 17:00－17:30      |                                            |                              |
| 待查                         | 湯姆歷險記 （1985年7月1日至9月4日）        | 待查                         |
| 週一 17:30－18:00            |                                            |                              |
| 待查                         | 湯姆歷險記 （1988年2月1日至1989年2月20日） | 待查                         |
| 待查                         | 湯姆歷險記 （1994年10月3日至1995年7月3日） | 待查                         |

## 外部連結
- 互联网电影数据库（IMDb）上《湯姆歷險記》的资料（英文）